# Kingiobryum paramicola
Kingiobryum paramicola är en bladmossart som beskrevs av H. Robinson 1967. Kingiobryum paramicola ingår i släktet Kingiobryum och familjen Dicranaceae. Inga underarter finns listade i Catalogue of Life.